# Панцирна щука
Панцирна щука (Lepisosteus) — рід риб ряду Панцирникоподібні (Lepisosteiformes). Викопні залишки панцирних щук відомі вже з відкладень крейди Європи і еоцену Північної Америки і Азії (Індія).

## Опис
Подовжене валькувате тіло панцирних щук покрите панциром з міцних ромбоподібних ганоїдних лусок; нюхові мішки й ніздрі розташовані на кінці подовженого рила. Хребет повністю скостенілий; хребці у панцирних щук, на відміну від усіх інших риб, опістоцельні, тобто опуклі попереду й увігнуті ззаду.
Загальна довжина тіла панцирних щук сягає від 88 см до 2 м. Вид риб близькоспорідненого роду Atractosteus вони відрізняються відносно більш довгим рилом і невеликими грушоподібними зябровими тичинками, кількість яких приблизно 14-33. Тривалість життя від 18 до 36 років.

## Поширення
Поширені у Північній Америці, а також у Центральній Америці. Живуть як у субтропічних річках і озерах, так і у водоймах з температурою води +10 … +20 ° C.
Викопні види (в основному з крейди) відомі з Північної Америки та Південної Америки, Європи та Індії.

## Класифікація
Відомо 4 сучасні види:
- Lepisosteus oculatus Winchell, 1864
- Lepisosteus osseus (Linnaeus, 1758)
- Lepisosteus platostomus Rafinesque, 1820
- Lepisosteus platyrhincus DeKay, 1842
- Lepisosteus cominatoi †  — 93,5—65,5 млн років тому, Південна Америка[2]
- Lepisosteus occidentalis †  — 83,5—50,3 млн років тому, Північна Америка[3]
- Lepisosteus simplex †  — 50,3—42,0 млн років тому, Північна Америка[4]